# Macromitrium anomodictyon
Macromitrium anomodictyon är en bladmossart som beskrevs av Jules Cardot 1916. Macromitrium anomodictyon ingår i släktet Macromitrium och familjen Orthotrichaceae. Inga underarter finns listade i Catalogue of Life.